# Pombas
Pombas är en kommunhuvudort i Kap Verde.   Den ligger i kommunen Concelho do Paul, i den nordvästra delen av landet, 290 km nordväst om huvudstaden Praia. Pombas ligger 191 meter över havet och antalet invånare är 1 818. Den ligger på ön Santo Antão.
Terrängen runt Pombas är kuperad norrut, men åt sydväst är den bergig. Havet är nära Pombas åt nordost. Närmaste större samhälle är Porto Novo, 15,2 km söder om Pombas. 